# Humber-Bay of Islands
Circonscription électorale provinciale du Canada
Humber-Bay of Islands est une circonscription électorale provinciale de la Chambre d'assemblée de la province canadienne de Terre-Neuve-et-Labrador.

## Liste des députés
| Humber-Bay of Islands |                  |             |                |             |
| Député                | Député           | Parti       | Mandat         | Législature |
|                       | Eddie Joyce (en) | Libéral     | 2015 - 2018    | 48e         |
|                       | Eddie Joyce (en) | Indépendant | 2018 - 2019    | 48e         |
|                       | Eddie Joyce (en) | Indépendant | 2019 - 2021    | 49e         |
|                       | Eddie Joyce (en) | Indépendant | 2021 - présent | 50e         |